# دهه ۱۵۳۰ (پیش از میلاد)
دهه ۱۵۳۰ (پیش از میلاد) صد و پنجاه و سومین دهه قبل از مبدا شروع تقویم میلادی است.